# Sanous
Sanous é uma comuna francesa na região administrativa de Occitânia, no departamento dos Altos Pirenéus. Estende-se por uma área de 1,63 km². Em 2010 a comuna tinha 101 habitantes (densidade: 62 hab./km²).